# 1991 100 legnagyobb slágere
Ez a lista a Billboard magazin  első Hot 100  zenéjét tartalmazza 1991-ből.
| Helyezés | Szám                                        | Előadó                                                     |
| -------- | ------------------------------------------- | ---------------------------------------------------------- |
| 1        | (Everything I Do) I Do It for You           | Bryan Adams                                                |
| 2        | I Wanna Sex You Up                          | Color Me Badd                                              |
| 3        | Gonna Make You Sweat (Everybody Dance Now)  | C+C Music Factory                                          |
| 4        | Rush Rush                                   | Paula Abdul                                                |
| 5        | One More Try                                | Timmy T                                                    |
| 6        | Unbelievable                                | EMF                                                        |
| 7        | More Than Words                             | Extreme                                                    |
| 8        | I Like the Way (The Kissing Game)           | Hi-Five                                                    |
| 9        | The First Time                              | Surface                                                    |
| 10       | Baby Baby                                   | Amy Grant                                                  |
| 11       | Motownphilly                                | Boyz II Men                                                |
| 12       | Because I Love You (The Postman-dal)        | Stevie B                                                   |
| 13       | Someday                                     | Mariah Carey                                               |
| 14       | High Enough                                 | Damn Yankees                                               |
| 15       | From a Distance                             | Bette Midler                                               |
| 16       | All the Man That I Need                     | Whitney Houston                                            |
| 17       | Right Here, Right Now                       | Jesus Jones                                                |
| 18       | I Adore Mi Amor                             | Color Me Badd                                              |
| 19       | Love Will Never Do (Without You)            | Janet Jackson                                              |
| 20       | Good Vibrations                             | Marky Mark and the Funky Bunch featuring Loleatta Holloway |
| 21       | Justify My Love                             | Madonna                                                    |
| 22       | Emotions                                    | Mariah Carey                                               |
| 23       | Joyride                                     | Roxette                                                    |
| 24       | Romantic                                    | Karyn White                                                |
| 25       | I Don’t Wanna Cry                           | Mariah Carey                                               |
| 26       | Hold You Tight                              | Tara Kemp                                                  |
| 27       | You're in Love                              | Wilson Phillips                                            |
| 28       | Every Heartbeat                             | Amy Grant                                                  |
| 29       | Sensitivity                                 | Ralph Tresvant                                             |
| 30       | Touch Me (All Night Long)                   | Cathy Dennis                                               |
| 31       | I've Been Thinking About You                | Londonbeat                                                 |
| 32       | Do Anything                                 | Natural Selection                                          |
| 33       | Losing My Religion                          | R.E.M.                                                     |
| 34       | Coming Out of the Dark                      | Gloria Estefan                                             |
| 35       | Here We Go                                  | C+C Music Factory                                          |
| 36       | It Ain't Over 'til It's Over                | Lenny Kravitz                                              |
| 37       | Where Does My Heart Beat Now                | Céline Dion                                                |
| 38       | Summertime                                  | D.J. Jazzy Jeff & The Fresh Prince                         |
| 39       | Wind of Change                              | Scorpions                                                  |
| 40       | P.A.S.S.I.O.N.                              | Rhythm Syndicate                                           |
| 41       | The Promise of a New Day                    | Paula Abdul                                                |
| 42       | I'm Your Baby Tonight                       | Whitney Houston                                            |
| 43       | Love of a Lifetime                          | Firehouse                                                  |
| 44       | Fading Like a Flower (Every Time You Leave) | Roxette                                                    |
| 45       | This House                                  | Tracie Spencer                                             |
| 46       | Hole Hearted                                | Extreme                                                    |
| 47       | Power of Love/Love Power                    | Luther Vandross                                            |
| 48       | Impulsive                                   | Wilson Phillips                                            |
| 49       | Love Is a Wonderful Thing                   | Michael Bolton                                             |
| 50       | Rhythm of My Heart                          | Rod Stewart                                                |
| 51       | Things That Make You Go Hmmm...             | C+C Music Factory                                          |
| 52       | I Touch Myself                              | Divinyls                                                   |
| 53       | Tom's Diner                                 | DNA                                                        |
| 54       | Iesha                                       | Another Bad Creation                                       |
| 55       | Something to Talk About                     | Bonnie Raitt                                               |
| 56       | After the Rain                              | Nelson                                                     |
| 57       | Play That Funky Music                       | Vanilla Ice                                                |
| 58       | Temptation                                  | Corina                                                     |
| 59       | Can't Stop This Thing We Started            | Bryan Adams                                                |
| 60       | I Can't Wait Another Minute                 | Hi-Five                                                    |
| 61       | 3 A.M. Eternal                              | The KLF                                                    |
| 62       | Time, Love and Tenderness                   | Michael Bolton                                             |
| 63       | Sadeness Part I                             | Enigma                                                     |
| 64       | Around the Way Girl                         | LL Cool J                                                  |
| 65       | I'll Be There                               | Escape Club                                                |
| 66       | Cream                                       | Prince and The New Power Generation                        |
| 67       | Now That We Found Love                      | Heavy D & the Boyz                                         |
| 68       | Show Me the Way                             | Styx                                                       |
| 69       | Love Takes Time                             | Mariah Carey                                               |
| 70       | Cry for Help                                | Rick Astley                                                |
| 71       | The Way You Do the Things You Do            | UB40                                                       |
| 72       | Here I Am (Come and Take Me)                | UB40                                                       |
| 73       | Signs                                       | Tesla                                                      |
| 74       | Too Many Walls                              | Cathy Dennis                                               |
| 75       | Crazy                                       | Seal                                                       |
| 76       | I'll Give All My Love to You                | Keith Sweat                                                |
| 77       | Place in this World                         | Michael W. Smith                                           |
| 78       | Something to Believe In                     | Poison                                                     |
| 79       | Wicked Game                                 | Chris Isaak                                                |
| 80       | Get Here                                    | Oleta Adams                                                |
| 81       | Round and Round                             | Tevin Campbell                                             |
| 82       | Silent Lucidity                             | Queensryche                                                |
| 83       | I'm Not In Love                             | Will to Power                                              |
| 84       | Piece of My Heart                           | Tara Kemp                                                  |
| 85       | Real Real Real                              | Jesus Jones                                                |
| 86       | Just Another Dream                          | Cathy Dennis                                               |
| 87       | Everybody Plays the Fool                    | Aaron Neville                                              |
| 88       | Strike It Up                                | Black Box                                                  |
| 89       | Rico Suave                                  | Gerardo                                                    |
| 90       | Disappear                                   | INXS                                                       |
| 91       | Groove Is in the Heart                      | Deee-Lite                                                  |
| 92       | All This Time                               | Sting                                                      |
| 93       | The One and Only                            | Chesney Hawkes                                             |
| 94       | O.P.P.                                      | Naughty by Nature                                          |
| 95       | Freedom! ’90                                | George Michael                                             |
| 96       | I Saw Red                                   | Warrant                                                    |
| 97       | Miles Away                                  | Winger                                                     |
| 98       | Do You Want Me                              | Salt-N-Pepa                                                |
| 99       | The Motown Song                             | Rod Stewart                                                |
| 100      | Shiny Happy People                          | R.E.M.                                                     |